# Нік ЛаРокка
Доміні́к Джеймс «Нік» ЛаРо́кка (англ. LaRocca,"Nick" Dominik James, 11 квітня 1889 Нью-Орлеан, США) — 22 лютого 1961, там само) — трубач, лідер джаз-бенду «Оріджінел Диксиленд Джаз Бенд», засновник течії «Диксиленд» в традиційному джазі.
Народився в сім'ї корнетиста-аматора в Нью-Орлеані, звідки походять джерела традиційного джазу. В 1905 році почав грати на трубі в шкільному оркестрі, а в 1908 році сформував власний ансамбль. В 1911-12 роках грав з відомими музикантами: гітаристом Домініком Баррокка(Dominic Barrocca), тромбоністом Біллом Гелліти (Bill Gallity) в ансамблі «Брюніс Бразерс»(the Brunies Brothers).
З 1912 по 1916 р.грав регулярно в «Papa Laine's Reliance Bands», працював з ударником Джонні Стейном(Johnny Stein) в the Haymarket Cafe (Новий Орлеан,1915). У березні 1916 року покинув Новий Орлеан і переїхав з Дж. Стейном до Чикаго.
В травні 1916 року разом з трьома товаришами залишив Дж. Стейна і утворив «The Original Dixieland Jass(Jazz) Band». Для перших виступів в Чикаго, в готелі «Нормандія» тимчасово використовував ударника Ірла Картера(Earl Carter), а через два тижні до них приєднався Тоні Спарго(Tony Spargo).

В січні 1917 року на студії «Victor Records» в Нью-Йорку зробили перший запис на платівку і почали свою творчу кар'єру. В квітні 1919 року прибули у Велику Британію з виступами і зробили записи своїх нових творів на радіо. В липні 1920 року повернулися до Сполучених Штатів Америки.
ЛаРокка очолював оркестр до нервового потрясіння, яке сталося в 1925 році. Він повернувся в Нью-Орлеан і провадив там свій власний контрактний бізнес, аж до 1938 року.
ЛаРокка створив самостійно і в парі з іншими музикантами такі відомі композиції, як «Tiger Rag», «At the Jazz Band Ball», «Original Dixieland One-step»,Fidgety Feet", «Sensation Rag» тощо.
ЛяРокка є основоположником традиційного джазу, що отримав назву Диксиленд, завдяки назві оркестру, де вперше традиційний джаз почали грати білі музиканти на відміну від «нью-орлеанського стилю», де виконавцями були виключно чорні музиканти.